# 大悶法
大悶法，15世紀雲南灣甸州（今中國臨滄）傣族首領。相傳其祖先源於渤海國世家的「渤海大氏」，遲至14世紀已融入當地部族，成為傣族首領。1409年，明朝在楚雄一帶設鎮康州，將大悶法的孫子，即灣甸同知蠹光升任為知州，賜其漢姓刀姓，世代相襲鎮康土司至1906年。